# Ван Дартелен, Пит
Питер Йоханнес (Пит) ван Дартелен (нидерл. Pieter Johannes "Piet" van Dartelen; 5 марта 1898, Амстердам — 20 февраля 1982, Зандворт, Северная Голландия) — нидерландский шашист. Многократный призёр чемпионата Нидерландов по шашкам. Пять раз финишировал третьим и один раз вторым. Всего принимал участие восемнадцать раз.
В 1925 году представлял Нидерланды на чемпионате мира по шашкам в Париже, где занял седьмое место.
Жил в Харлеме.

## Личная жизнь
Отец — Питер ван Дартелен, был родом из Харлема, мать — Петронелла Якоба Хондеман, родилась в Амстердаме. Родители поженились в 1894 года в Амстердаме — на момент женитьбы отец был электриком. Старший брат, Йоханнес Вилхелмюс (1894—1960), тоже был шашистом, участник чемпионата Нидерландов 1921 года.
Женился в возрасте 28 лет — его супругой стала 22-летняя Хейнтье Дрёйф, уроженка Амстердама. Их брак был зарегистрирован 24 ноября 1926 года. В 1929 году родилась дочь Якоба Элизабет. С 1932 года проживал с семьёй в Зандворте, а во время войны вернулись в Амстердам. С 1946 года вновь жил в Зандворте.
Умер 20 февраля 1982 года в Зандворте в возрасте 83 лет.